# Gertrude K. Lathrop
Gertrude Katherine Lathrop (1896–1986) va ser una escultora estatunidenca, nascuda a Albany, Nova York. És coneguda pel seu treball amb medallons i escultures d'animals petits. Va estudiar a la Lliga d'estudiants d'art de Nova York el 1918, amb Gutzon Borglum. Va completar els seus estudis a l'Escola d'Escultura americana, també amb Borglum.
Era filla de l'artista Ida Pulis Lathrop i de Cyrus Clark Lathrop. La seva germana Dorothy P. Lathrop també va ser artista.
El seu treball està inclòs en les col·leccions del Museu d'Art de Seattle, l'Smithsonian American Art Museum, la Galeria Nacional d'Art de Washington, l'Albany Institute of History & Art i el Museu Metropolità d'Art.
Va dissenyar el New Rochelle 250th Anniversary half dollar.
Va morir en Falls Village, Connecticut, en 1986.